# Leeuwarden
Leeuwarden (phát âm [ˈleˑˌwɑrdə(n)] ⓘ, Stadsfries: Liwwadden, Tây Frisia: Ljouwert, phát âm [ˈʎɔːw(ə)t]) là một đô thị Hà Lan. Đây là thủ phủ của tỉnh Friesland.
Khu vực này đã có người ở từ thế kỷ thứ 10 (mặc dù gần đây, phần còn lại của ngôi nhà có niên đại thế kỷ thứ 2 đã được phát hiện trong một cuộc khai quật gần Oldehove), và được cấp một điều lệ thị trấn năm 1435. Tọa lạc cùng Middelzee, đó là một trung tâm thương mại, cho đến khi đường thủy bị bùn bồi lấp vào thế kỷ 15. Năm 1901, thành phố có dân số 32.203 người.

## Người nổi bật
- Havank
- Cisca Dresselhuys
- Maurits Cornelis Escher
- Femme Gaastra
- Richard Hageman
- Wijerd Jelckama
- Willem van Haren
- Mata Hari
- Johannes Henricus Gerardus Jansen
- Piet Paaltjens
- Joachim van Plettenberg
- Tjitske Reidinga
- J. Slauerhoff
- Pieter Jelles Troelstra
- Cornelis Adriaan Lobry van Troostenburg de Bruyn
- Saskia van Uylenburg
- Lodewijk Caspar Valckenaer
- Dirk van Erp
- Hans Vredeman de Vries
- Harm Wiersma